# کیران گرین
کیران گرین (انگلیسی: Kieran Green؛ زادهٔ ۳۰ ژوئن ۱۹۹۷) بازیکن فوتبال اهل بریتانیا است.
از باشگاه‌هایی که در آن بازی کرده‌است می‌توان به باشگاه فوتبال یورک سیتی، باشگاه فوتبال بلیث اسپارتانس، باشگاه فوتبال هارتل پول یونایتد، باشگاه فوتبال اسپنیمور تاون، و باشگاه فوتبال گیتزهد اشاره کرد.